# Бертеро, Карло Луиджи Джузеппе
Ка́рло Луи́джи Джузе́ппе Берте́ро (итал. Carlo Luigi Giuseppe Bertero, 14 октября 1789 — апрель 1831) — итальянский ботаник, миколог, врач, физик, натуралист (естествоиспытатель).

## Биография
Карло Бертеро родился в коммуне Санта-Виттория-д'Альба 14 октября 1789 года.
С 1816 по 1821 год Бертеро исследовал Вест-Индию. Он был коллекционером образцов флоры Чили в двух путешествиях: в первом, продолжавшимся с февраля 1828 по сентябрь 1830 года и во втором, между мартом и маем 1830 года.
Карло Бертеро умер в 1831 году в кораблекрушении, на пути с Таити к Чили.

## Научная деятельность
Карло Бертеро специализировался на папоротниковидных, семенных растениях и на микологии.

## Почести
Род растений Berteroa — Икотник был назван в его честь. Американский преподаватель, орнитолог и ботаник Ральф Хоффман (1870—1932) назвал в его честь вид растений Opuntia berteri.
В его честь были также названы следующие лишайники:
- Berteroana biatora Mont. (1852)
- Brigantiaea berteroana (Mont.) Trevis. (1853)
- Pseudocyphellaria berteroana (Mont.) Redon (1977)
- Sticta berteroana Mont. (1835)
- Lecidea berteroana (Mont.) Nyl. (1855)